# Getang (socken i Kina, Hunan)
Getang (kinesiska: 格塘, 格塘乡) är en socken i Kina. Den ligger i provinsen Hunan, i den södra delen av landet, omkring 37 kilometer nordväst om provinshuvudstaden Changsha. Antalet invånare är 22603. Befolkningen består av 11 514 kvinnor och 11 089 män. Barn under 15 år utgör 15,0 %, vuxna 15-64 år 70 %, och äldre över 65 år 13,0 %.
Genomsnittlig årsnederbörd är 1 710 millimeter. Den regnigaste månaden är maj, med i genomsnitt 305 mm nederbörd, och den torraste är oktober, med 46 mm nederbörd.